# Жервінчик рудоголовий
Жерві́нчик рудоголовий (Eremopterix leucopareia) — вид горобцеподібних птахів родини жайворонкових (Alaudidae). Мешкає в Східній Африці.

## Опис

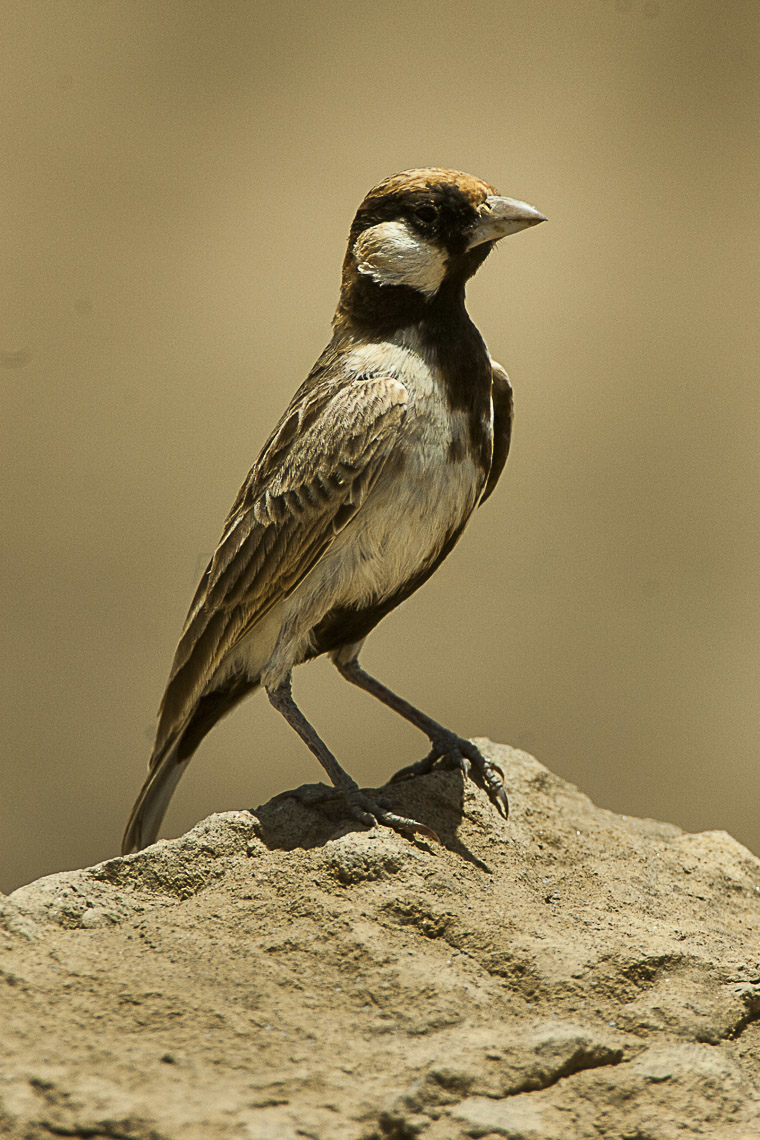
Самець рудоголового жервінчика

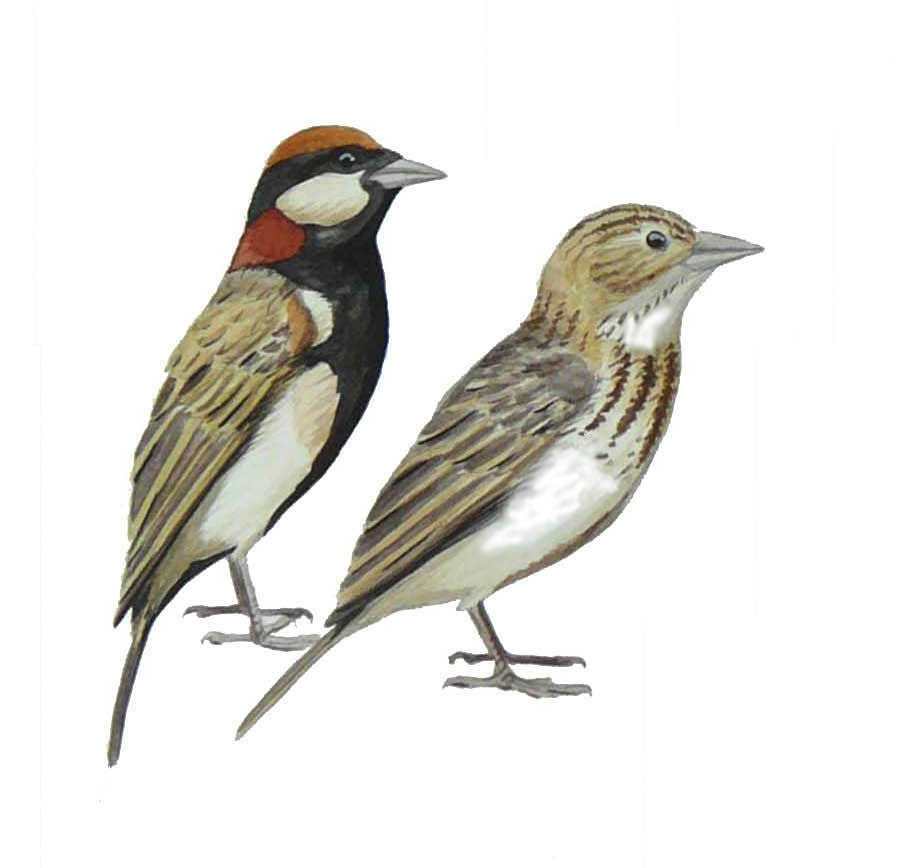
Рудоголові жервінчики

Довжина птаха становить 10,3-12 см. Довжина хвоста становить 39-47 мм, довжина дзьоба становить 11-13 мм. Виду притаманний статевий диморфізм. 
У самців тім'я, потилиця і горло коричневі або каштанові, задня частина голови поцяткована чорними смужками. Щоки і скроні білуваті з рудувато-охристим відтінком. Решта обличчя чорна, на задній частині шиї є чорне напівкільце. Спина сірувато-коричнева, окремі пера на ній мають темну центральну частину. Верхні покривні пера хвоста світло-коричневі зі світлими краями. 
Підборіддя і горло чорнувато-коричневі, шия з боків темно-коричнева. Груди охристі, живіт білуватий. Від верхньої частини грудей до нижньої частини живота іде темно-коричнева або чорна смуга. Гузка темно-коричнева. 
Першорядні і другорядні махові пера темно-коричневі, зовнішні опахала мають рудуваті краї. Хвіст темно-коричневий, шості (крайні) стернові пера мають рудувато-коричневі зовнішні опахала, половина зовнішних опахал на передостанніх перах також рудувато-коричневі. Райдужки карі. Дзьоб роговий, на кінчику більш темний.
У самиць голова сірувато-коричнева. пера на ній мають темні стрижні і центральну частину, що формує смугастий візерунок. Щоки охристі або коричнюваті. Верхня частина тіла сірувато-коричнева, пера на ній мають темну центральну частину і світлі краї. Загалом верхня частина тіла світліша, ніж у самців. 
Підборіддя біле, горло і груди охристі, живіт світліший, білуватий. Шия з боків коричнева з рудуватим відтінком. Як і у самців, на нижній частині тіла є темно-коричнева смуга, що іде від нижньої частини грудей до живота. Стернові пера темно-коричневі, зовнішні опахала крайнійх стернових охристо-білі або білі. Забарвлення молодих птахів є подібне до забарвлення самиць, однак пера на верхній частині тіла у них мають білуваті кінчики.

## Поширення і екологія
Рудоголові жервінчики мешкають на північному сході Уганди, в Кенії і Танзанії, на півночі Малаві і північному сходу Замбії, в Бурунді і на сході Демократичної Республіки Конго. Вони живуть в низькотравних саванах, на сухих луках з відкритими піщаними ділянками, на полях. Ведуть осілий або кочовий спосіб життя, зустрічаються зграями, на висоті до 1000 м над рівнем моря. Живляться переважно насінням трав. а також комахами. На півночі ареалу гніздування припадає на сезон дощів і триває з лютого по липень, в центральній і південній частинах ареалу гніздування припадає на сухий сезон і триває з квітня по серпень. Як і інші жайворонки, рудоголові жервінчики гніздяться на землі. В кладці 2-3 яйця.